# Etymologisch woordenboek
Een etymologisch woordenboek bespreekt de etymologie van woorden.

## Achtergrond
Dit soort woordenboeken komt tot stand op basis van lexicale onderzoeken in de historische taalkunde. Bij een aantal onderzochte woorden blijft de etymologie onzeker, betwist of onbekend. In zulke gevallen zal, afhankelijk van de beschikbare ruimte, een etymologisch woordenboek diverse theorieën vermelden, al dan niet met verwijzingen naar volledige besprekingen in de vakliteratuur.
Pas in de late 18e eeuw verschenen er echte etymologische woordenboeken. Wel waren er 17de-eeuwse voorgangers, zoals Vossius' Etymologicum linguae Latinae (1662) of Stephen Skinners Etymologicon Linguae Anglicanae (1671).

## Nederlands
De belangrijkste etymologische woordenboeken van het Nederlands zijn:
- Joseph Vercoullie, Beknopt etymologisch woordenboek der Nederlandsche taal, Den Haag / Gent, 1890; 2de druk, 1925.
- Johannes Franck, Etymologisch woordenboek der Nederlandsche taal, Den Haag: Nijhoff, 1892.
  - Franck’s etymologisch woordenboek der Nederlandsche taal, bewerkt door Nicolaas van Wijk, Den Haag: Nijhoff, 1912; in 1936 heruitgegeven met een Supplement van Coenraad Bernardus van Haeringen
- Jan de Vries, Etymologisch Woordenboek. Waar komen onze woorden en plaatsnamen vandaan?, Utrecht-Antwerpen, 1958; herz. 2e druk, 1959; 11e druk (met Piet Tummers), 1976; 13e druk (met Felicien de Tollenaere), 1983; 23e druk, Utrecht: Het Spectrum, 2004.
- Jan de Vries en Felicien de Tollenaere, Nederlands etymologisch woordenboek (NEW), Leiden: Brill, 1961-1971; 2e druk, 1987; latere uitgaves (1992, 1997 e.v.) zijn ongewijzigd
- Pieter A.F. van Veen, Etymologisch woordenboek. De herkomst van onze woorden, Utrecht, 1989. 
  - met Nicoline van der Sijs, Etymologisch woordenboek. De herkomst van onze woorden, 2de druk, Utrecht-Antwerpen: Van Dale Lexicografie, 1997; herz. 3de druk, 2012.
  - Groot etymologisch woordenboek, Utrecht: Van Dale, 2019. (= 4e druk)
- Antonius Angelus Weijnen, Etymologisch dialectwoordenboek, Assen: Van Gorcum, 1996.
- Marlies Philippa, Frans Debrabandere, Arend Quak, Tanneke H. Schoonheim en Nicoline van der Sijs (reds), Etymologisch woordenboek van het Nederlands (EWN), 4 dln, Amsterdam: Amsterdam University Press, 2003-2009.

De eerste twee bovengenoemde werken zijn alleen nog antiquarisch verkrijgbaar.

## Digitale varianten
Een website met veel etymologische informatie over het Nederlands is etymologiebank.nl, die in 2010 werd opgericht op initiatief van Nicoline van der Sijs, als vervolg op het Etymologisch woordenboek van het Nederlands. Hier worden zo veel mogelijk etymologische naslagwerken bijeengebracht, waardoor belangstellenden en onderzoekers eenvoudig een overzicht kunnen krijgen van de stand van kennis over een woord of uitdrukking. Bovendien zullen op de etymologiebank nieuwe etymologische bevindingen worden gepubliceerd. De woordenboeken zijn onder leiding van Van der Sijs gescand en gecorrigeerd door vrijwilligers; de website is ontwikkeld in samenwerking met het Meertens Instituut, het Prins Bernhard Cultuurfonds en de Kiliaanstichting.